# Зимний стадион (Попрад)
«Зимний стадион (Попрад)» (словац. Zimný štadión mesta Poprad), предыдущее название «Татравагонка Арена» (словац. Tatravagónka Arena) — ледовый дворец спорта в городе Попраде в Словакии вместимостью 4500 зрителей. Открыт в 1973 году.
Домашняя арена клуба Словацкой экстралиги «Попрад» . До сезона 2011/12 на этой арене также выступал клуб КХЛ «Лев» и его молодёжная команда «Татранские Волки».

## Крупнейшие спортивные соревнования

### Хоккей с шайбой
- Группа C1 чемпионата мира по хоккею с шайбой 1994
- Зимняя Универсиада 1999
- Чемпионат мира по хоккею с шайбой среди юниорских команд 2017
- Международный турнир Кубок Татр